# Marie Bregendahl
Marie Sørensen Bregendahl, född 6 november 1867 i Fly utanför Skive på Jylland, död 22 juli 1940 i Köpenhamn, var en dansk författare, mellan 1893 och 1900 gift med författaren Jeppe Aakjær.
Bregendahl har skrivit psykologiska berättelser, som Hendrik i Bakken (1904) och En Dødsnat (1912), samt noveller, däribland en serie från sin födelsebygd på Jylland, Af Sødalsfolkenes Liv (sju band, 1914–1927). Det sistnämnda verket är centralt i dansk hembygdsdiktning och romankonst, och skildrar en jylländsk trakts liv och människor, natur och sociala strider. Om det politiska systemskiftet 1901, då parlamentarismen fick sitt genombrott, handlar den stora tvåbandsromanen Holger Hauge og hans hustru (1934–1935).

## Utmärkelser
- Tagea Brandts rejselegat for kvinder, 1927